# Strussjön
Strussjön är en sjö i Finspångs kommun i Östergötland och ingår i Motala ströms huvudavrinningsområde. Sjön har en area på 0,0545 kvadratkilometer och ligger 85 meter över havet.
Sjön ingår i naturreservatet Strussjöskogen. 

## Delavrinningsområde
Strussjön ingår i det delavrinningsområde (650198-148516) som SMHI kallar för Ovan Nygårdsån. Medelhöjden är 82 meter över havet och ytan är 89,93 kvadratkilometer. Det finns inga avrinningsområden uppströms utan avrinningsområdet är högsta punkten. Sätraån (Hammarån) som avvattnar avrinningsområdet har biflödesordning 3, vilket innebär att vattnet flödar genom totalt 3 vattendrag innan det når havet efter 60 kilometer. Avrinningsområdet består mestadels av skog (84 procent). Avrinningsområdet har 4,2 kvadratkilometer vattenytor vilket ger det en sjöprocent på 4,1 procent.